# Constantin Ier Tikh Asen
Pour les articles homonymes, voir Constantin Ier.
Constantin Ier  (en bulgare : Константин I, ou КонстантинТих,) régna comme empereur (tsar) de Bulgarie de 1257 à 1277. Constantin Ier est le fils d'un noble appelé Tih, descendant d'un notable de Skopje ayant vécu au début du XIIIe siècle. Par sa mère, Constantin descend aussi de Stefan Nemanja, prince de Serbie.

## Son règne
En 1257, Constantin est choisi par les nobles (boyards) pour remplacer l'inefficace Mitzo Asên comme empereur bulgare. En 1261, Mitzo est définitivement chassé de Bulgarie et trouve refuge chez l'empereur de Nicée. Pour affermir sa position de souverain légitime, Constantin adopte le nom d'Asên et épouse Irène de Nicée, fille de l'empereur Théodore II Doukas Laskaris qui est par sa mère une petite-fille de Jean II Asen.
De 1259 à 1261, Constantin combat également le roi Béla IV de Hongrie. Une première incursion hongroise en 1259 a comme conséquence la perte éphémère de Severin. Sous la conduite du futur roi Étienne V de Hongrie, les Hongrois prennent définitivement Severin et capturèrent même la capitale bulgare Vidin en 1261. Les Bulgares récupérèrent Vidin sous la conduite du prince russe Jacob Svetoslav.

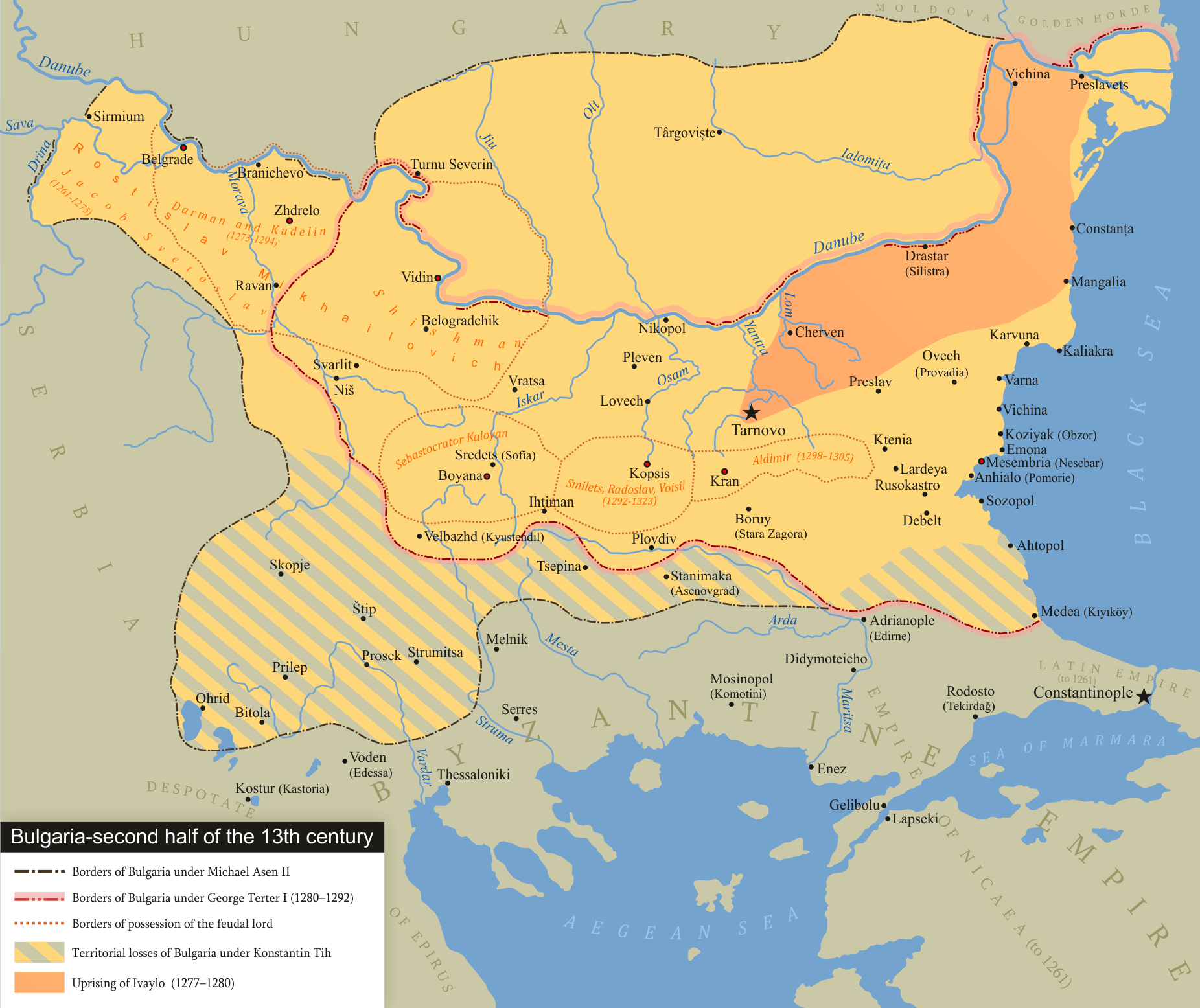
La Bulgarie pendant le règne de Constantin Tich

L'aveuglement de Jean IV Lascaris par Michel VIII Paléologue en 1261 a pour conséquence le durcissement des relations entre byzantins et bulgares. En 1264, Constantin participa au projet mongol de conquête de l'empire byzantin. Après la mort d'Irène en 1268, Constantin cherche à se réconcilier avec Michel VIII en épousant sa nièce, Marie Paléologue Cantacuzène en 1269. Cependant des querelles concernant la dot ternirent les rapports entre les deux empires. Le gouvernement bulgare s'allie alors avec le roi Charles d'Anjou qui projetait une campagne contre Michel VIII avec comme but la reconstitution de l'empire latin. Michael VIII réagit en mariant sa fille illégitime Euphrosyne à Nogaï Khan, chef de la Horde d'or, qui pilla la Bulgarie en tant qu'allié byzantin en 1274. Vers la même période, deux nobles bulgares qui gouvernaient la région de Braničevo se rendent autonomes. La tentative de Michel en ce qui concerne la réunion des deux églises contribua à aggraver encore les désaccords entre les deux pays car l'impératrice bulgare était totalement opposée à un projet d'Union.
Durant les dernières années de son règne, Constantin souffre d'une paralysie partielle due à une chute de cheval. Le gouvernement donne alors la plupart des pouvoirs à l'impératrice qui couronna coempereur son fils Michel II Asên en 1272. L'impératrice tente aussi d'empoisonner Jakov Svetoslav le despote de Vidin. Marie fait aussi battre une monnaie pour relancer l'économie de l'empire et doit subir une révolte en 1277. Les aspects sociaux de ce mouvement sont soulignés par des historiens marxistes, mais son vrai caractère est incertain. Ce qui est clair, c'est qu'un porcher nommé Ivaïlo se mit à la tête de la révolte paysanne et tua l'empereur Constantin venu à sa rencontre en 1277. Ivaïlo devint ensuite tsar de Bulgarie.

## Famille
Constantin se marie trois fois.
1) Sa première femme est inconnue tout comme les éventuels enfants qu'il peut avoir avec elle.
2) Il se marie ensuite avec Irène Lascaris de Nicée (morte en 1269) avec qui il n'a pas d'enfants
3) et enfin avec Marie Paléologue Cantacuzène, une fille de Jean Cantacuzène et nièce de Michel VIII Paléologue dont:
- Michel Asên, coempereur des Bulgares de 1272 à 1277 puis prétendant en 1298/1300.

## Sources
- John V.A. Fine, Jr., The Late Medieval Balkans, Ann Arbor, 1987.